# Dictyochales
Dictyochales o Silicoflagellata es un pequeño grupo de algas unicelulares presentes en ambientes marinos que se caracterizan por producir, en una etapa de su ciclo vital, un esqueleto silíceo integrado por una red de barras y espinas dispuestas en una especie de cesta interna. Estos esqueletos forman una pequeña parte de los sedimentos marinos, encontrándose como microfósiles desde el Cretáceo temprano. Dictyocha tiene un cloroplasto de color dorado-pardo y un largo flagelo en forma de ala. La etapa que posee esqueleto es uninucleada, con numerosas proyecciones soportadas por microtúbulos y hay también etapas uninucleadas y micronucleadas que no poseen esqueletos, pero cómo se relacionan unas con otras todavía no se comprende.
Hay dos géneros vivos, Dictyocha y Octactis (este último a menudo considerado un sinónimo del primero), y también varios extintos, pero su clasificación es difícil debido a que los esqueletos pueden aparecer en formas diversas dentro de cada especie viva. La estructura de la célula los relaciona con Actinophryida. El grupo es llamado Dictyochales por los botánicos y Silicoflagellata por los zoologistas.